# Erwachen
Erwachen è il quarto album in studio del gruppo musicale tedesco Saltatio Mortis, pubblicato nel 2004.

## Tracce
1. Hör Die Trommeln – 4:51
2. Falsche Freunde – 4:39
3. Lass Mich Los – 3:27
4. Traumreise – 4:41
5. Erwachen – 4:13
6. Am Scheideweg – 4:46
7. Daedalus – 4:10
8. Tanz Der Tänze – 4:52
9. God Gave Rock'n Roll To You – 3:48
10. Mein Weg – 3:50
11. Hafen Der Stille – 4:45
12. Eine Insel (Bonus Track) – 1:57

## Formazione
- Alea der Bescheidene - voce, cornamusa, ciaramella, arpa, Didgeridoo, bouzouki irlandese, chitarra
- Lasterbalk der Lästerliche - batteria, tamburi turchi, tamburi, timpani, percussioni
- Falk Irmenfried von Hasen-Mümmelstein - voce, cornamusa, ciaramella, ghironda
- Dominor der Filigrane - chitarra elettrica, cornamusa, chitarra acustica, ciaramella
- Die Fackel - basso elettrico, cornamusa, ciaramella, arpa, tastiera, Mandola
- Ungemach der Missgestimmte - cornamusa, ciaramella, chitarra, percussioni, programmazione
- Thoron Trommelfeuer - Soneria
- Herr Schmitt - batteria, percussioni
- Magister Flux - Pirotecnica, design